# 로트레아몽 백작
로트레아몽 백작(프랑스어: Comte de Lautréamont, 본명: 이지도르 뤼시앵 뒤카스·Isidore Lucien Ducasse, 1846년 4월 4일 ~ 1870년 11월 24일)은 프랑스의 시인이다.
남아메리카의 우루과이에서 출생한 뒤에 모국으로 건너가 교육을 마쳤다. 그는 짧은 일생에 이상한 산문시집 《말도로르의 노래》(1869년)를 남겼다. 이 작품은 인간과 신과 사회에 대하여 불신과 저주를 퍼부은 이상한 환상과 절망적 광란으로 가득 차 있다. 인간의 무의식적 세계를 밝혀 낸 시인으로서 1930년대의 쉬르레알리즘의 시인들에게 재평가를 받았으며 그들에게 큰 영향을 끼쳤다.